# Pablo Schreiber
Pablo Tell Schreiber (ur. 26 kwietnia 1978 w Ymir) – amerykańsko-kanadyjski aktor filmowy i telewizyjny.

## Życiorys
Urodził się w Ymir w Kolumbii Brytyjskiej w komunie hipisowskiej jako syn Lorraine Reaveley, kanadyjskiej psychoterapeutki, i Carrolla Schreibera, amerykańskiego aktora. Jego przyrodni brat Liev to także aktor. Pablo został nazwany na cześć chilijskiego poety Pabla Nerudy, ponieważ jego ojciec lubił literaturę. Kiedy miał 12 lat jego rodzice rozstali się. Pablo i jego ojciec przeprowadzili się do Seattle w stanie Waszyngton. Po ukończeniu szkoły średniej Pablo zapisał się na University of San Francisco. W 2000 ukończył Carnegie Mellon University w Pittsburghu w Pensylwanii.
Wystąpił w serialu kryminalnym HBO Prawo ulicy (The Wire, 2003 i 2008) jako Nickolas Andrew Sobotka. Grał w dreszczowcu Jonathana Demmego Kandydat (2004), dramacie sportowym Catherine Hardwicke Królowie Dogtown (2005) i komediodramacie Josha Radnora SzczęścieDziękujęProszęWięcej (2009). W 2006 był nominowany do Tony Award za swój debiut na Broadwayu w sztuce Awake and Sing!.
Po występie w Lights Out (2011), trafił do serialu Showtime Trawka (2011–2012) jako Demetri Ravitch – dostawca narkotyków dla Nancy Botwin (Mary-Louise Parker) i NBC Prawo i porządek: sekcja specjalna (2013–2014) jako seryjny gwałciciel William Lewis, nemezis Olivii Benson (Mariska Hargitay). W październiku 2012 Schreiber wystąpił jako George Pornstache Mendez w serialu Netflix Orange Is the New Black.
W 2014 roku zdobył nagrodę Young Hollywood Awards. W 2015 był nominowany do nagrody Emmy jako najlepszy aktor drugoplanowy. W 2011 wystąpił w spektaklu off-Broadwayowskim Gruesome Playground Injuries w Second Stage Theatre.
W kwietniu 2019 wystąpił w roli Mastera Chiefa w serii Halo.

## Życie prywatne
W latach 2007–2014 był żonaty z Jessicą Monty, z którą ma dwóch synów – Timoteo i Dante.

## Filmografia
- 2001: Balonowy chłopak jako Todd
- 2003: Malowany dom jako Hank Spruill
- 2003: Kurczak jako Brent
- 2004: Invitation to a Suicide jako Kazimierz "Kaz" Malek
- 2004: Kandydat jako Eddie Ingram
- 2005–2007: Prawo i porządek: Zbrodniczy zamiar jako TJ Hawkins / Ed Lang
- 2005: Into the Fire jako Sandy Manetti
- 2005: Królowie Dogtown jako Stecyk
- 2003–2008: Prawo ulicy jako Nick Sobotka
- 2006–2008: Prawo i bezprawie jako Sean Hauser / Kevin Boatman
- 2007–2014: Prawo i porządek: sekcja specjalna jako William Lewis / Dan Kozlowski
- 2008: Quid Pro Quo jako Brooster
- 2008: Noce w Rodanthe jako Charlie Torrelson
- 2008: Vicky Cristina Barcelona jako Ben
- 2008: Intrygi i kłamstwa jako Jason Konkey
- 2008: Favorite Son jako David
- 2009: Wzór jako Tal Feigenbaum
- 2009: Tell-Tale jako Bernard Cochius
- 2009: Breaking Upwards jako Turner
- 2011: Lights Out jako Johnny Leary
- 2011–2012: Trawka jako Demetri Ravitch
- 2011–2012: A Gifted Man jako Anton Little Creek
- 2012: Recalled jako Lieutenant Alec Chambers
- 2013: Ironside jako Virgil
- 2013: Najtrudniejsza walka Muhammada Alego jako Covert Becker
- 2013–2017: Orange Is the New Black jako George 'Pornstache' Mendez
- 2014: Fort Bliss jako Staff Sergeant Donovan
- 2014: Preservation jako Sean Neary
- 2014: After jako Christian Valentino
- 2015: Świat w opałach jako Zeke Tilson
- 2015: The Dramatics: A Comedy jako Bryan Macy
- 2016: 13 godzin: Tajna misja w Benghazi jako Kris 'Tanto' Paronto
- 2017: Thumper jako Wyatt Rivers
- 2017: Plamy z trawy jako Conrad (starszy)
- 2017: Traces jako Damien Shea
- 2017: Big Bear jako Dude
- 2017–2019: Amerykańscy bogowie jako Mad Sweeney
- 2018: Beast of Burden jako Bloom
- 2018: Den of Thieves jako Ray Merrimen
- 2018: Drapacz chmur jako  Ben Gillespie
- 2018: Pierwszy człowiek jako Jim Lovell
- 2019: The Devil Has a Name jako Ezekiel
- 2020: Lorelei jako Wayland
- 2020: Defending Jacob jako Neal Logiudice
- 2022: The King's Daughter jako dr Labarthe
- 2022–2024: Halo jako Master Chief / John-117